# Ordinariato militare in Bolivia
L'ordinariato militare in Bolivia è un ordinariato militare della Chiesa cattolica in Bolivia. La sede è vacante.

## Territorio
Sede dell'ordinariato è la città di La Paz, dove si trova la cattedrale di Nostra Signora di Luján.

## Storia
Le prime disposizioni per i cappellani militari al seguito dell'esercito boliviano risalgono al 1848. I cappellani furono presenti durante la contesa del Pacifico nel 1879 e durante la guerra del Chaco nel 1932.
Il primo vescovo incaricato dalla Santa Sede per la pastorale delle Forze Armate fu il vescovo di Potosí Carlos Loayza, negli anni dal 1940 al 1960.
Il vicariato castrense fu eretto il 19 marzo 1961 con il decreto De militum spirituali cura della Congregazione Concistoriale.
Il 21 aprile 1986 il vicariato castrense è stato elevato al rango di ordinariato militare con la bolla Spirituali militum curae di papa Giovanni Paolo II.

## Cronotassi dei vescovi
Si omettono i periodi di sede vacante non superiori ai 2 anni o non storicamente accertati.
- Luis Aníbal Rodríguez Pardo † (26 luglio 1961 - 30 luglio 1975 nominato arcivescovo di Santa Cruz de la Sierra)
- René Fernández Apaza † (30 luglio 1975 - 17 maggio 1986 dimesso)
- Mario Lezana Vaca † (17 maggio 1986 - 14 aprile 2000 ritirato)
- Gonzalo de Jesús María del Castillo Crespo, O.C.D. † (14 aprile 2000 - 4 aprile 2012 ritirato)
- Oscar Omar Aparicio Céspedes (4 aprile 2012 - 24 settembre 2014 nominato arcivescovo di Cochabamba)
- Fernando Bascopé Müller, S.D.B. (24 settembre 2014 - 29 giugno 2022 dimesso[2])
  - Sede vacante (dal 2022)
  - Pedro Luis Fuentes Valencia, C.P.,[1] dal 31 agosto 2022 (amministratore apostolico)

## Statistiche
| anno | presbiteri | presbiteri | presbiteri | diaconi | religiosi | religiosi | parrocchie |
| anno | totale     | secolari   | regolari   | diaconi | uomini    | donne     | parrocchie |
| ---- | ---------- | ---------- | ---------- | ------- | --------- | --------- | ---------- |
| 1999 | 26         | 6          | 20         |         | 20        |           | 4          |
| 2000 | 38         | 27         | 11         |         | 11        |           | 4          |
| 2001 | 53         | 32         | 21         |         | 21        |           | 4          |
| 2002 | 64         | 41         | 23         |         | 23        |           | 4          |
| 2003 | 55         | 33         | 22         | 1       | 22        |           | 4          |
| 2004 | 55         | 33         | 22         | 2       | 22        |           | 5          |
| 2013 | 36         | 12         | 24         | 4       | 24        | 4         | 5          |
| 2016 | 38         | 14         | 24         | 4       | 24        | 4         | 5          |
| 2019 | 15         | 15         |            | 3       |           | 4         | 5          |
| 2021 | 15         | 15         |            | 2       |           | 3         | 6          |
| 2023 | 16         | 16         |            | 2       |           | 3         | 6          |